# Crossopetalum myrsinoides
Crossopetalum myrsinoides är en benvedsväxtart som först beskrevs av Carl Sigismund Kunth, och fick sitt nu gällande namn av Carl Ernst Otto Kuntze. Crossopetalum myrsinoides ingår i släktet Crossopetalum och familjen Celastraceae. Inga underarter finns listade.